# Yvonit
Yvonit (IMA-Symbol  Yv) ist ein sehr selten vorkommendes Mineral aus der Mineralklasse der „Phosphate, Arsenate und Vanadate“ mit der chemischen Zusammensetzung Cu[AsO3OH]·2H2O und damit chemisch gesehen ein wasserhaltiges Kupfer-Arsenat.
Yvonit kristallisiert im triklinen Kristallsystem und entwickelt nur kleine, tafelige Kristalle bis etwa 0,15 Millimeter Länge, die nach der c-Achse gestreckt und meist in radialstrahligen oder kugeligen Mineral-Aggregaten angeordnet sind. Die Kristalle selbst sind durchsichtig und von türkisblauer Farbe und weisen auf den Flächen einen glasähnlichen Glanz auf, allerdings wirkt das Mineral aufgrund der multikristallinen Ausbildung in Aggregatformen eher durchscheinend bis undurchsichtig. Auf der Strichtafel hinterlässt Yvonit ebenfalls einen blauen Strich.

## Etymologie und Geschichte
Erstmals beschrieben wurde Yvonit 1998 durch Halil Sarp und Radovan Černý, die das Mineral nach dem Schweizer Professor für Kristallographie an der Universität Genf Klaus Yvon (* 1943) benannten.
Entdeckt wurde Yvonit durch M. G. Favreau in der Grube „Salsigne“, die an der Südseite des Montagne Noire und etwa 15 km nördlich von Carcassonne im französischen Département Aude liegt.
Das Typmaterial des Mineral wird im Naturhistorischen Museum der Stadt Genf aufbewahrt.

## Klassifikation
Da der Yvonit erst 1995 als eigenständiges Mineral anerkannt wurde, ist er in der seit 1977 veralteten 8. Auflage der Mineralsystematik nach Strunz noch nicht verzeichnet.
Im zuletzt 2018 überarbeiteten und aktualisierten Lapis-Mineralienverzeichnis nach Stefan Weiß, das sich aus Rücksicht auf private Sammler und institutionelle Sammlungen noch nach dieser alten Form der Systematik von Karl Hugo Strunz richtet, erhielt das Mineral die System- und Mineral-Nr. VII/C.06-035. In der „Lapis-Systematik“ entspricht dies der Klasse der „Phosphate, Arsenate und Vanadate“ und dort der Abteilung „Wasserhaltige Phosphate, ohne fremde Anionen“ (kleine und mittelgroße Kationen: Be und Al-Mn-Fe-Cu-Zn-Mg), wo Yvonit zusammen mit Chudobait, Cobaltkoritnigit, Geigerit, Geminit, Hloušekit, Klajit, Koritnigit, Lindackerit, Magnesiokoritnigit, Ondrušit, Pradetit, Pushcharovskit, Rollandit, Slavkovit, Trichalcit und Veselovskýit die unbenannte Gruppe VII/C bildet.
Die von der International Mineralogical Association (IMA) zuletzt 2009 aktualisierte 9. Auflage der Strunz’schen Mineralsystematik ordnet den Yvonit ebenfalls in die Abteilung der „Phosphate usw. ohne zusätzliche Anionen; mit H2O“ ein. Diese Abteilung ist allerdings weiter unterteilt nach der relativen Größe der beteiligten Kationen und dem Stoffmengenverhältnis vom Phosphat-, Arsenat- bzw. Vanadatkomplex zum enthaltenen Kristallwasser, so dass das Mineral entsprechend seiner Zusammensetzung in der Unterabteilung „Mit ausschließlich mittelgroßen Kationen; RO4 : H2O = 1 : 1“ zu finden ist, wo es als einziges Mitglied die unbenannte Gruppe 8.CB.25 bildet.
Auch die vorwiegend im englischen Sprachraum gebräuchliche Systematik der Minerale nach Dana ordnet Yvonit in die Klasse der „Phosphate, Arsenate und Vanadate“ und dort in die Abteilung der „Wasserhaltige saure Phosphate etc.“ ein. Hier ist er als einziges Mitglied in der unbenannten Gruppe 39.01.10 innerhalb der Unterabteilung „Wasserhaltige saure Phosphate etc., A+[HXO4] × x(H2O)“ zu finden.

## Kristallstruktur
Yvonit kristallisiert triklin in der Raumgruppe P1 (Raumgruppen-Nr. 2) mit den Gitterparametern a = 7,63 Å; b = 11,17 Å; c = 6,02 Å; α = 89,3°; β = 86,5° und γ = 74,4° sowie vier Formeleinheiten pro Elementarzelle.
Die Kristallstruktur besteht aus zwei unabhängigen, symmetrisch verzerrten CuO5(H2O)-Oktaedern, die an einer Kante miteinander verknüpft sind und Ketten parallel der c-Achse bilden. Zwei ebenfalls unabhängige, verzerrte ASO3(OH)-Tetraeder vernetzen diese Ketten zu Schichten parallel der Gitterebene ‚a‘. Zwischen den Schichten befinden sich zwei unabhängige und symmetrisch angeordnete H2O-Moleküle, die nur schwach über ein Netz von Wasserstoffbrücken miteinander verbunden sind. Die schwache Bindung zwischen den Schichten ist auch der Grund für die vollkommene Spaltbarkeit des Minerals in dieser Richtung.

## Bildung und Fundorte
Yvonit ist ein Sekundärmineral, dass sich auf anderen Mineralen in den Halden von goldhaltigen Arsensulfid-Lagerstätten bildet. Als Begleitminerale können unter anderem Arsenopyrit, gediegen Bismut, Chalkopyrit, Geminit, Lindackerit und Pushcharovskit auftreten.
Außer an seiner Typlokalität, der Grube „Salsigne“ bei Carcassonne konnte das Mineral in Frankreich bisher nur noch in der Grube „Cap Garonne“ nahe Le Pradet im Département Var gefunden werden. Weitere bisher dokumentierte Fundorte sind Jáchymov (deutsch Sankt Joachimsthal) im böhmischen Teil des tschechischen Erzgebirges und die Tsumeb Mine in Namibia (Stand 2022).

## Verwendung
Yvonit hat aufgrund seiner Seltenheit außer als Mineralprobe keinerlei wirtschaftliche Bedeutung, ist jedoch aufgrund seiner ansprechenden Farbe dennoch ein begehrtes Sammlermineral.